# کلوچه سیستان
کلوچه سیستان یا کلوچهٔ سیستانی یکی از شیرینی‌های رایج در میان مردم سیستان است، این شیرینی در گذشته معمولاً برای عید نوروز تهیه می‌شده، اما در حال حاضر در همه زمان‌ها مورد استفاده قرار می‌گیرد. این کلوچه در دو نوع خرمایی و ساده پخت می‌شود.
مواد اصلی کلوچۀ سیستانی آرد گندم و خرما است. سیستان از دیرباز محل تولید خرما و گندم بوده‌است. طبق متون اساطیری گرشاسب سیستان را بنا کرده‌است. وی در صدد بود شهری بنا کند که ضحاک نتواند بدان دست یابد، زیرا وی در جهانگشایی‌هایش دست به کشتار و ویرانی می‌زد، تا اینکه به هنگام سفر، با رسیدن به این منطقه و مشاهده درختان انار و خرما، رغبت به بنای شهر در این ناحیه نمود. که نشان دهنده وجود خرما از دیر باز در این منطقه است. در سیستان به دلیل وجود دریاچه هامون و رودخانه هیرمند کشاورزی بسیار رونق داشته به گونه‌ای که از سیستان در متون تاریخی به عنوان انبار غله ایران و آسیا یاد می‌شود.

## خواص
کلوچه خرمایی از ترکیب آرد، روغن، خمیرمایه، سیاه دانه، رازیانه و خرما است. کلوچه خرمایی تمامی خواص مفید خرما را دارد؛ منبع مناسبی از املاح آهن، پتاسیم و منیزیم است که برای عمل ماهیچه‌های ارادی لازم است. کلوچه خرمایی شامل ویتامین‌های B1،B2 ،A، بیوتین، اسید فولیک و ویتامین C است.